# Пра (приток Оки)
Пра — река в Московской и Рязанской областях Российской Федерации, левый приток Оки.
По одной из версий, название Пры выводят из мордовских языков, где слово «пра» или «пря» (эрз. пря) означает — «голова», «главный», «верхний».
Длина Пры — 167 км, площадь водосборного бассейна — 5520 км², средний уклон — 0,141 м/км. Русло песчаное. На Пре расположен город Спас-Клепики — районный центр Рязанской области.
Вытекает из озера Святого, в которое впадает река Бужа. Течёт мещёрскими лесами на юг, юго-восток и восток. В верховьях протекает через Клепиковские озёра, разбиваясь на две протоки.
По территории Московской области протекает на протяжении 12 км (вместе с озёрами) в верхнем течении. От Спас-Клепиков до деревни Деулино река течёт среди густого, в основном хвойного леса. После Деулина и до места впадения в Оку Пра течёт по территории Окского государственного заповедника.
В верховьях и среднем течении реки выделяется множество генераций макроизлучин и фрагментов палеорусел, сформировавшихся при повышенном стоке в прошлом.
По данным государственного водного реестра России, относится к Окскому бассейновому округу. Речной бассейн — Ока, речной подбассейн — бассейны притоков Оки до впадения Мокши, водохозяйственный участок — Ока от водомерного поста у села Копаново до впадения реки Мокши.
Код объекта в государственном водном реестре — 09010102312110000026245.

## Притоки
(расстояние от устья)
- 75 км: река Белая (пр)
- 89 км: река Кадь (лв)
- 99 км: река Ураж (пр)
- 112 км: река без названия, у кордона Еловка (лв)
- 141 км: река Воровка (лв)
- 159 км: река Совка (лв)
- 167 км: водоток система озёр р. Пра (Клепиковские озёра), в том числе
  - Ялма (пр)
  - Посерда (лев)
  - Бужа